# Peter Wight

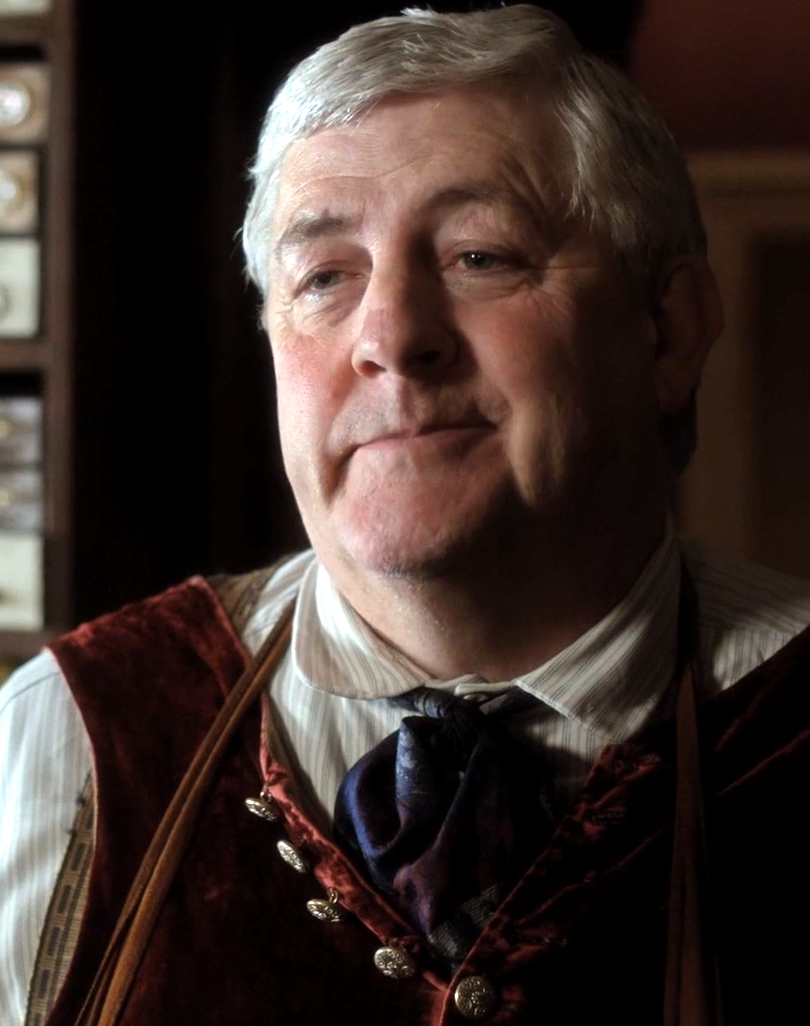
Peter Wight, 2012

Peter Wight (* 1950 in Worthing, West Sussex) ist ein britischer Schauspieler.

## Leben
Peter Wight wurde 1950 in dem am Ärmelkanal gelegenen Kurort Worthing in der südenglischen Grafschaft West Sussex geboren. Sein Filmdebüt gab er 1978 in einer Episodenrolle der Fernsehserie Armchair Thriller. Seine umfangreiche Filmografie weist Spielfilme wie Nackt, The Gathering, Hot Fuzz – Zwei abgewichste Profis und Stolz und Vorurteil auf. Von 2012 bis 2013 übernahm er in der Fernsehserie The Paradise die Rolle des Edmund Lovett.
Wight spielte als Bühnendarsteller unter anderem am Lyric Theatre, Royal National Theatre und mit der Royal Shakespeare Company.

## Filmografie (Auswahl)
- 1978: Armchair Thriller (Fernsehserie, 1 Episode)
- 1978: Die Füchse (The Sweeney, Fernsehserie, 1 Episode)
- 1979: Lady Diamond
- 1980: Der Aufpasser (Minder, Fernsehserie, 1 Episode)
- 1980: Palm Beach
- 1980: Murphy’s Stroke (Fernsehfilm)
- 1984: Meantime (Fernsehfilm)
- 1986: The Fourth Floor (Miniserie, 3 Episoden)
- 1987: Yesterday’s Dreams (Fernsehserie, 4 Episoden)
- 1987: Personal Service
- 1988, 1991: The Bill  (Fernsehserie, 2 Episoden)
- 1993: Nackt (Naked)
- 1994: Anna Lee  (Fernsehserie, 5 Episoden)
- 1994: The Return of the Native (Fernsehfilm)
- 1995: Hearts and Minds (Fernsehserie, 3 Episoden)
- 1995: Im Auftrag des Teufels (The Devil’s Advocate, Fernsehfilm)
- 1995–1996: Out of the Blue (Fernsehserie, 12 Episoden)
- 1996: Lügen und Geheimnisse (Secrets & Lies)
- 1997: Jane Eyre (Fernsehfilm)
- 1997: Fremde Wesen (FairyTale: A True Story)
- 2000: The Blind Date
- 2000: Shiner
- 2001: Der vierte Engel (The Fourth Angel)
- 2001: Lucky Break – Rein oder raus (Lucky Break)
- 2002: Inspector Barnaby (Midsomer Murders) Fernsehserie, Staffel 5, Folge 4: Mord am St. Malley’s Day (Murder On St Malley’s Day)
- 2002: Projekt Machtwechsel (The Project, Fernsehfilm)
- 2002: The Gathering
- 2003: Three Blind Mice – Mord im Netz (3 Blind Mice)
- 2003: The Statement
- 2003: The Brides in the Bath (Fernsehfilm)
- 2003–2004: Early Doors (Fernsehserie, 12 Episoden)
- 2004: Vera Drake
- 2004: Silent Witness (Fernsehserie, 2 Episoden)
- 2005: Waking the Dead – Im Auftrag der Toten (Waking the Dead, Fernsehserie, 2 Episoden)
- 2005: Stolz und Vorurteil (Pride & Prejudice)
- 2006: Lassie kehrt zurück (Lassie)
- 2006: Babel
- 2007: Jane Austens Persuasion (Persuasion)
- 2007: Abbitte (Atonement)
- 2007: Die Flut – Wenn das Meer die Städte verschlingt (Flood)
- 2007: Hot Fuzz – Zwei abgewichste Profis (Hot Fuzz)
- 2007: Party Animals (Fernsehserie, 8 Episoden)
- 2007: Frankenstein (Fernsehfilm)
- 2008: Cass – Legend of a Hooligan (Cass)
- 2008: A Bunch of Amateurs
- 2008: Lark Rise to Candleford (Fernsehserie, 2 Folgen)
- 2009: Boy Meets Girl (Miniserie, 4 Episoden)
- 2009: Monday Monday (Fernsehserie, 7 Episoden)
- 2010: Another Year
- 2010: Womb
- 2010: New Tricks – Die Krimispezialisten (New Tricks, Fernsehserie, 1 Episode)
- 2011: Lachsfischen im Jemen (Salmon Fishing in the Yemen)
- 2011: My Week with Marilyn
- 2011–2012: Case Sensitive (Fernsehserie, 4 Episoden)
- 2012: Public Enemies (Miniserie, 3 Episoden)
- 2012: Best Laid Plans
- 2012: Hard Boiled Sweets
- 2012: The Casebook of Eddie Brewer
- 2012: Titanic (Miniserie, 4 Episoden)
- 2012: Hit & Miss (Miniserie, 4 Episoden)
- 2012: Kon-Tiki
- 2012–2013: The Paradise (Fernsehserie, 13 Episoden)
- 2013: The Security Men (Fernsehfilm)
- 2013: The Look of Love
- 2013–2014: The Mimic (Fernsehserie, 4 Episoden)
- 2014: Mr. Turner – Meister des Lichts (Mr. Turner)
- 2014: Our Zoo (Miniserie, 6 Episoden)
- 2015: The Program – Um jeden Preis (The Program)
- 2016: Brief Encounters (Fernsehserie, 6 Episoden)
- 2016, 2017: The Crown (Fernsehserie, 2 Folgen)
- 2018: Hamlet (Fernsehinszenierung von Robert Icke)
- 2018: Only You
- 2019: A Confession (Fernsehminiserie)
- 2023: The Reckoning  (vierteilige Miniserie)